# Richard Erik Hill
Pour les articles homonymes, voir Richard Hill et Hill.
Richard Erik Hill, né en 1949, est un astronome américain.

## Biographie
Richard Erik Hill, appelé par son diminutif Rik, est un astronome professionnel américain, qui a été et est toujours également un astronome amateur. Il a travaillé a l'Observatoire de Kitt Peak, actuellement il travaille pour le Catalina Sky Survey. Il est membre de l'ALPO (Association of Lunar and Planetary Observers) depuis 1975. En dehors de l'astronomie, il a comme autre hobby de s'intéresser aux fossiles.

## Découvertes
Hill a à ce jour découvert ou co-découvert 27 comètes, dont 19 comètes périodiques et 8 comètes non périodiques :
195P/Hill (Hill 1[réf. nécessaire]), 232P/Hill (Hill 2), 211P/Hill (Hill 3), P/2004 V5 (LINEAR-Hill), P/2005 XA54 (LONEOS-Hill), P/2006 D1 (Hill) (Hill 4), C/2006 S5 (Hill), 310P/Hill (Hill 5), P/2007 V2 (Hill) (Hill 6), C/2008 J6 (Hill), P/2008 L2 (Hill) (Hill 7), C/2008 L3 (Hill), P/2008 QP20 (LINEAR-Hill), P/2008 T4 (Hill) (Hill 8), P/2009 O3 (Hill) (Hill 9), C/2009 O4 (Hill), P/2009 Q1 (Hill) (Hill 10), 393P/Spacewatch-Hill, C/2009 U3 (Hill), P/2010 A1 (Hill) (Hill 11), P/2010 A3 (Hill) (Hill 12), C/2010 G2 (Hill), P/2010 U2 (Hill), C/2012 E1 (Hill), P/2014 A2 (Hill), C/2014 F1 (Hill) et P/2014 L3 (Hill).
Il a contribué également à la découverte d'une autre comète, P/2011 VJ5 (Lemmon).
Par ailleurs le Centre des planètes mineures le crédite de la découverte de sept astéroïdes entre 2000 et 2003 (voir tableau).
| (26586) Harshaw      | 10 mars 2000     |
| (26591) Robertreeves | 2 mars 2000      |
| (27412) Teague       | 10 mars 2000     |
| (47835) Stevecoe     | 10 mars 2000     |
| (50687) Paultemple   | 10 mars 2000     |
| (76309) Ronferdie    | 10 mars 2000     |
| (90396) Franklopez   | 16 décembre 2003 |

## Reconnaissance
L'astéroïde (118945) Rikhill lui est dédié.
En 2003 il lui a été attribué le prix de l'ASO Annual Contributions to Astronomy.